# Alexander Schmidt (allenatore di calcio)
Alexander Schmidt (Augusta, 23 ottobre 1968) è un allenatore di calcio tedesco, tecnico del TSV Landsberg.

## Statistiche allenatore
Aggiornati al 10 novembre 2014
| Squadra         | Dal              | Al               | Dati | Dati | Dati | Dati | Dati  | Dati |
| Squadra         | Dal              | Al               | G    | V    | N    | P    | Win % | Ref. |
| --------------- | ---------------- | ---------------- | ---- | ---- | ---- | ---- | ----- | ---- |
| Monaco 1860 II  | 1 luglio 2012    | 18 novembre 2012 | 21   | 11   | 3    | 7    | 52,38 |      |
| Monaco 1860     | 18 novembre 2012 | 31 agosto 2013   | 26   | 10   | 8    | 8    | 38,46 |      |
| Jahn Regensburg | 1 luglio 2014    | 10 novembre 2014 | 17   | 3    | 3    | 11   | 17,65 |      |
| Totale          | Totale           | Totale           | 65   | 23   | 15   | 27   | 35,38 | —    |

## Palmarès

### Allenatore

#### Competizioni nazionali
- 3. Liga: 1

Dinamo Dresda: 2020-2021